# Jinson Johnson
Jinson Johnson (né le 15 mars 1991) est un athlète indien, spécialiste du demi-fond.

## Carrière
Le 11 juillet 2016, il remporte l'Indian Grand Prix à Bangalore sur 800 m en 1 min 45 s 98, ce qui pour 2/100e lui donne le minima pour les Jeux olympiques de Rio, le dernier jour possible. Il remporte la médaille d'argent lors des Championnats d'Asie d'athlétisme 2015.
Le 25 juin 2018 à Guwahati, il bat le record national du 800 m qui appartenait à Sriram Singh depuis les Jeux olympiques de 1976 à Montréal.
En 2019 il améliore celui du 1 500 m

## Palmarès
| Date | Compétition          | Lieu        | Résultat | Épreuve | Temps         |
| ---- | -------------------- | ----------- | -------- | ------- | ------------- |
| 2015 | Championnats d'Asie  | Wuhan       | 2e       | 800 m   | 1 min 49 s 69 |
| 2017 | Championnats d'Asie  | Bhubaneswar | 3e       | 800 m   | 1 min 50 s 07 |
| 2018 | Jeux du Commonwealth | Gold Coast  | 5e       | 1 500 m | 3 min 37 s 86 |
| 2018 | Jeux asiatiques      | Jakarta     | 2e       | 800 m   | 1 min 46 s 35 |
| 2018 | Jeux asiatiques      | Jakarta     | 1er      | 1 500 m | 3 min 44 s 72 |
| 2018 | Coupe continentale   | Ostrava     | 7e       | 800 m   | 1 min 48 s 44 |
| 2019 | Championnats d'Asie  | Doha        | finale   | 800 m   | DNF           |
| 2023 | Jeux asiatiques      | Hangzhou    | 3e       | 1 500 m | 3 min 39 s 74 |

## Records
| Épreuve | Performance        | Lieu     | Date               |
| ------- | ------------------ | -------- | ------------------ |
| 800 m   | 1 min 45 s 65      | Guwahati | 25 juin 2018       |
| 1 500 m | 3 min 35 s 24 (NR) | Berlin   | 1er septembre 2019 |